# История на проституцията
Историята на проституцията обхваща всички древни, антични, средновековни и съвременни култури, за което свидетелстват запазили се и до днес писмени източници.
Проституиращите могат да бъдат както жени, така и мъже, но по-разпространения вариант е първия. Съществува и трансджендърна и хомосексуална проституция.
В древността била много разпространена така наречената свещена проституция, особено сред хетите, където посетителите на храма на Кибела били обладавани ритуално от хетерите, а мъжете-жреци в храма на Кибела по правило сами се скопявали и били евнуси.